# El rey del tomate
El rey del tomate es una película de comedia, drama y romance mexicana de 1963, escrita por José María Fernández Unsaín, dirigida por Miguel M. Delgado y protagonizada por Eulalio González «El Piporro», Luz Márquez y Emma Roldán. En la cual participa la actriz, comediante, cantautora y bailarina María Elena Velasco «La India María». El angumento y la secuencia sobre la exportación de tomates son similares y/o diferentes a los de la película, Manos arriba (1958), de Adalberto Martínez «Resortes».

## Argumento
Librado Cantú Escamilla (Lalo González «El Piporro») llega con su camión cargado de tomates a uno de los mercados de la ciudad para intentar vendérselo a los comerciantes. No obstante, cuando entra se da cuenta de que los marchantes ya tienen sus distribuidores oficiales y no piensan comprar su producto, por ende, le dice a todos los consumidores que afuera va estar vendiendo el tomate más barato que lo que lo pueden encontrar dentro del mercado.
Esto provoca una guerra de precios entre Librado y uno de los comerciantes, donde al final este último termina prácticamente regalando su producto con tal de que se lo compren. Sin embargo, cuando este último se queda sin producto para seguir vendiendo hace un trato con Librado: comprarle el tomate que el trae un poco más barato.
Librado decide hacer de un puesto dentro del mercado parea vender sus tomates debido a los problemas que enfrenta para vender en la vía pública. Gracias a su carisma, personalidad y la forma en que pregona el tomate, inmediatamente su puesto comienza a tener muchos clientes y eso le trae el éxito. Al cabo de unos meses, Librado tiene el puesto más grande de todo el mercado, por lo cual unos extorsionadores le piden cuota para poder seguir vendiendo sin problemas ni que ocurran accidentes, pero el vendedor de tomates se niega a darles si quiera un peso.
El éxito de Librado continua en ascenso y compra franquicias para vender tomates en distintos puestos del mercado, se vuelve sin duda el comerciante más importante del lugar. Sin embargo no es feliz del todo, debido a que se siente muy solo. Por tal motivo, escribe una carta para una revista que intenta conseguirle pareja a los solteros.
Estas líneas las va a leer Silvia Luz Márquez, una hermosa joven de familia acomodada que se la pasa echando pretendientes amorosos debido a que ninguno le convence. Ella siente curiosidad por ese hombre que escribe la carta y que dice ser un importante comerciante de tomates. Después de intercambiar correspondencia, Librado y Silvia hacen una cita para por fin conocerse, no obstante pese a que los dos llegan al punto de encuentro no se hablan: él porque no la reconoce a ella, y ella siente algo de vergüenza.
Al día siguiente, Silvia se presenta en el puesto de Librado y le dice que es con ella con quien ha estado hablando todo este tiempo. Pese al asombro inicial del comerciante, posteriormente ambos comienzan a salir y a enamorarse. Silvia intenta que Librado se comporte y luzca como todo un caballero de la alta sociedad, por lo cual este último comienza a comprar ropa de marca y asistir a fiestas de abolengo.
Esto último hace que Librado pierda atención en su negocio, el cual comienza a tener problemas debido a que se olvida de pagarle a los campesinos. El desdén de Silvia por el que es el origen de Librado hace a este último regresar a su puesto, pero debido a su ausencia debe vender los puestos para poder pagarle a la gente que siembra. Él deberá comenzar desde cero nuevamente, pero en esta ocasión no tendrá que hacerlo solo.

## Reparto
- Eulalio González «El Piporro» como Librado Cantú Escamilla (acreditado como Lalo González)
- Luz Márquez como Silvia
- Emma Roldán como Doña Milagros
- Alfredo Wally Barrón como Bandido
- José «El Ojón» Jasso como Don Chema
- Lucila de Córdova como Domitila, sirvienta (acreditada como Lucila Gonzalez)
- José Chávez como El Toro
- Luis Lomelí como Enrique
- Antonio Bravo como Don Cosme
- Antonio Haro Oliva como Entrenador de esgrima
- Julián de Meriche como El Ronco, cantinero
- Carlos Guarneros como Puestero ('Cuco')
- Armando Acosta como Puestero (no acreditado)
- Adolfo Aguilar como Policía (no acreditado)
- Manuel Alvarado como Administrador de mercado (no acreditado)
- Lupe Carriles como Esposa de Chema (no acreditado)
- Alfonso Carti como Policía (no acreditado)
- Arturo Castro «El Bigotón» como Ranchero (no acreditado)
- Magdalena Estrada como Mujer en mercado (no acreditada)
- Eufrosina García como Clienta de mercado (no acreditada)
- Armando Gutiérrez como Inspector de mercado (no acreditado)
- Emilio Gálvez como Emilio, cantante (no acreditado)
- Leonor Gómez como Mujer en mercado (no acreditado)
- Velia Lupercio como Mujer en mercado (no acreditado)
- Aidée Martel como Robertita (no acreditada)
- Júlio Martínez como Esbirro del toro (no acreditado)
- Raúl Martínez como Esbirro del toro (no acreditado)
- María Antonieta Murillo como Puestera (no acreditada)
- José Pardavé como Cargador de mercado (no acreditado)
- Ángela Rodríguez como Pareja del bandido (no acreditada)
- Mario Sevilla como Mesero (no acreditado)
- Ildefonso Sánchez Curiel como secretario (no acreditado)
- María Elena Velasco «La India María» como Clienta de Librado (no acreditada)
- Isabel Vázquez 'La Chichimeca' como Clienta de mercado (no acreditada)

## Banda sonora
- "Twist Ranchero", escrita por Manuel Esperón.
- "Vayanlas Pasando", escrita e interpretada por Eulalio González.
- "Entre Tanto Peregrino", escrita e interpretada por Eulalio González.